# Lycoming O-720
Lycoming O-720 ist die Bezeichnung einer Kolbenflugtriebwerksfamilie des US-amerikanischen Herstellers Lycoming. Alle Triebwerke dieser Serie sind luftgekühlte 4-Takt-Boxermotoren, verfügen über acht Zylinder, eine Bohrung von 130,2 mm bei einem Hub von 111,1 mm. Der Hubraum beträgt somit 11.834 cm³. Das Triebwerk wurde erstmals 1961 zugelassen und ist heute noch in Produktion. Es verfügt serienmäßig über eine Einspritzanlage (Kennbuchstabe I in der Motorbezeichnung). Eine Variante war mit einem Turbolader (Kennbuchstabe T) ausgerüstet. Ein Reduziergetriebe ist nicht vorgesehen. Die Mean Time Between Overhaul liegt bei 1800 h, beim Einsatz in Agrarflugzeugen bei 1200 h. Andere Triebwerke des Herstellers mit gleicher Bohrung und gleichem Hub sind die Vierzylindertriebwerke Lycoming O-360 und das Sechszylindertriebwerk Lycoming O-540.

## Varianten
- IO-720: Triebwerk mit 276 kW (375 PS) bei 2500 min−1 bis 294 kW (400 PS) bei 2650 min−1 Leistung. Das Triebwerk erhielt am 15. Oktober 1961 die Zulassung und wurde etwa bei der Piper PA-36 verwendet. Die Verdichtung beträgt 8,7:1. Als Kraftstoff ist AVGAS vorgeschrieben.
- TIO-720: Turboaufgeladene Variante mit 294–346 kW (400–470 PS), die für die Piper PA-35 vorgesehen war. Als die Flugtests ergaben, dass man für die Zulassung der PA-35 382 kW (520 PS) Triebwerksleistung benötigte, wurde die weitere Entwicklung eingestellt.